# Élections générales nicaraguayennes de 2021
Les élections générales nicaraguayennes de 2021 ont lieu le 7 novembre 2021 afin d'élire le Président du Nicaragua, ainsi que les membres de l'Assemblée nationale et les députés nicaraguayens du Parlement centraméricain.
Le président sortant Daniel Ortega est réélu pour un cinquième mandat — le quatrième consécutif — dans un contexte de répression de l'opposition, ses principaux opposants ayant été emprisonnés.

## Contexte

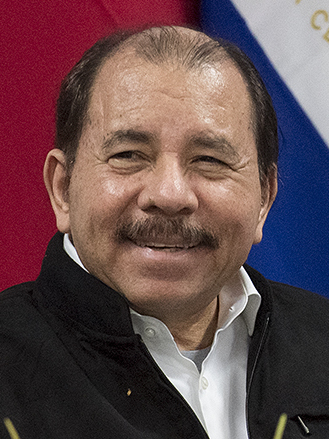
Daniel Ortega.

Le président sortant Daniel Ortega est au pouvoir depuis 2007 après un premier passage à la présidence de 1985 à 1990. En 2014, il fait procéder à une révision de la constitution qui met fin au scrutin à deux tours ainsi qu'a la limitation à deux mandats de cinq ans, ce qui lui permet d'être réélu pour un troisième mandat consécutif lors de l'élection présidentielle de novembre 2016.
En octobre 2020, le Parlement du Nicaragua adopte une loi qui oblige les personnes et organisations recevant des financements de l'étranger à s'enregistrer comme « agents étrangers » auprès du ministère de l'Intérieur, et qui leur impose une surveillance étroite et une restriction de leurs droits civiques et politiques. En décembre 2020, l'Assemblée nationale du Nicaragua approuve une deuxième loi qui dispose que les personnes qui « exigent, soutiennent et se félicitent de l’imposition de sanctions contre l’État du Nicaragua » ne pourront pas se présenter aux élections.
Sept opposants sont arrêtés en mai et juin 2021, dont quatre candidats potentiels à l'élection présidentielle et un responsable du patronat, accusés de « vendre la patrie à l'étranger » pour avoir milité en faveur de sanctions internationales ou d'une intervention contre le Nicaragua. Les États-Unis réagissent en qualifiant le président nicaraguayen de « dictateur » et en appelant la communauté internationale à « le traiter comme tel ». De nouvelles sanctions sont également adoptées par le gouvernement américain,.
Daniel Ortega considère en effet ses opposants comme des « criminels qui cherchent à le renverser avec l'aide des États-Unis ». À l'inverse, l'ONG Human Rights Watch, la Cour interaméricaine des droits de l'homme et l'ONU critiquent le régime pour sa dérive autoritaire car depuis le printemps 2021, une centaine de personnalités politiques et de militants des droits de l'homme ont été arrêtés. Déjà en 2018, des manifestations contre le gouvernement avaient donné lieu à une répression sévère faisant 328 morts, à l'arrestation de centaines de personnes sans qu'aucune charge ne soient retenues contre elles et à la fermeture de 90 ONG militant pour les droits de l'homme. Pour Le Figaro, « l'ancien guérillero et son épouse Rosario Murillo ont depuis muselé toute opposition, marginalisé et les corps intermédiaires et mis la main sur l'État ».

## Système électoral
Le président est élu au scrutin uninominal majoritaire à un tour pour un mandat de cinq ans, sans limitation du nombre de mandats. Il est élu en même temps que son vice-président, qui se présente avec lui en tant que colistier, pour un même mandat.
L'Assemblée nationale (Asamblea Nacional) est un parlement unicaméral composé de 92 sièges pourvus pour cinq ans au scrutin proportionnel plurinominal avec listes bloquées, sans seuil électoral.
Sur ce total, 70 sièges sont pourvus dans 17 circonscriptions électorales de 2 à 19 sièges correspondant aux 15 départements et 2 régions autonomes du pays. Vingt autres sièges sont quant à eux pourvus dans une unique circonscription nationale. Enfin, les deux derniers sièges sont réservés pour l'un au candidat arrivé en seconde place à l'élection présidentielle organisée en même temps que les législatives, et pour l'autre au président sortant. Si le président sortant est réélu, le siège est attribué au vice président sortant, s'il n'est pas lui même réélu.
Les listes présentées par les partis doivent obligatoirement alterner des candidats de l'un ou l'autre sexe selon un système « zébré », de telle sorte qu'elles contiennent une moitié d'hommes et une moitié de femmes. Après décompte des suffrages, les sièges sont répartis sur la base du quotient simple dans chaque circonscription.
Les sièges parlementaires n'appartiennent pas aux députés mais aux partis, un député désirant changer d'affiliation politique doit par conséquent démissionner de sa fonction.

## Candidatures
Le parti de droite Alliance Citoyens pour la liberté présente la candidature de l'ancien contras Oscar Sobalvarro (en) et de la Miss Nicaragua 2017 Berenice Quezada. Dans la nuit du 3 août 2021, cette dernière est assignée à résidence et finalement interdite d'être candidate.
Le Parti libéral constitutionnaliste présente la candidature du chef d’entreprise Milton Arcia et de l’avocate Maria Moncada.

### Pré-candidats

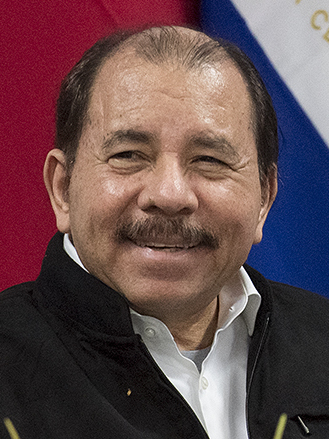
Daniel Ortega (candidat à la réélection)
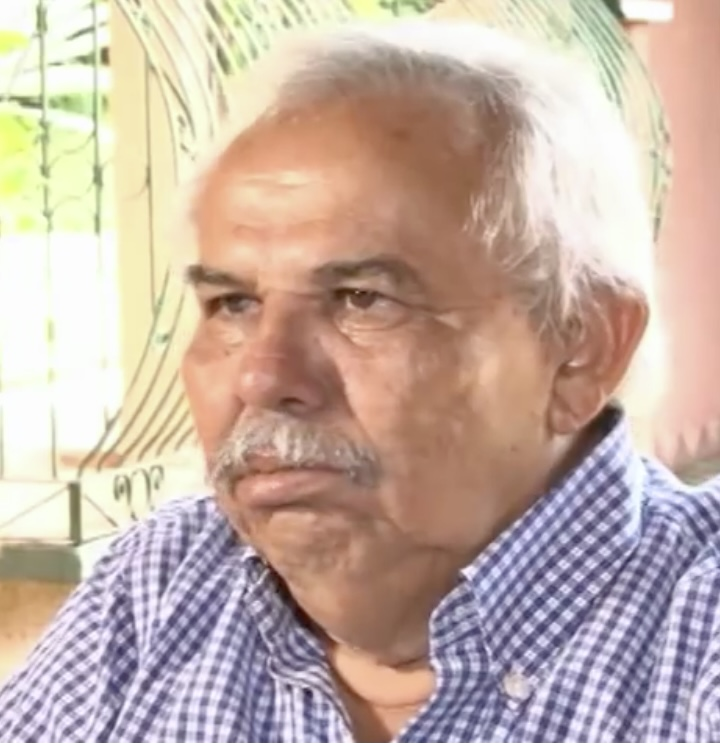
Milton Arcia (renonciation)
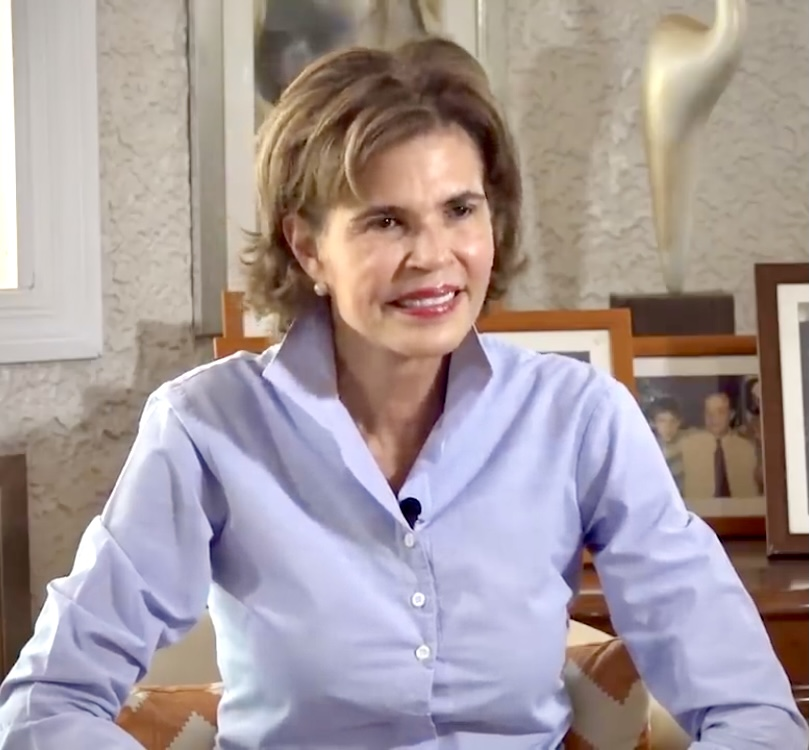
Cristiana Chamorro (arrêtée)
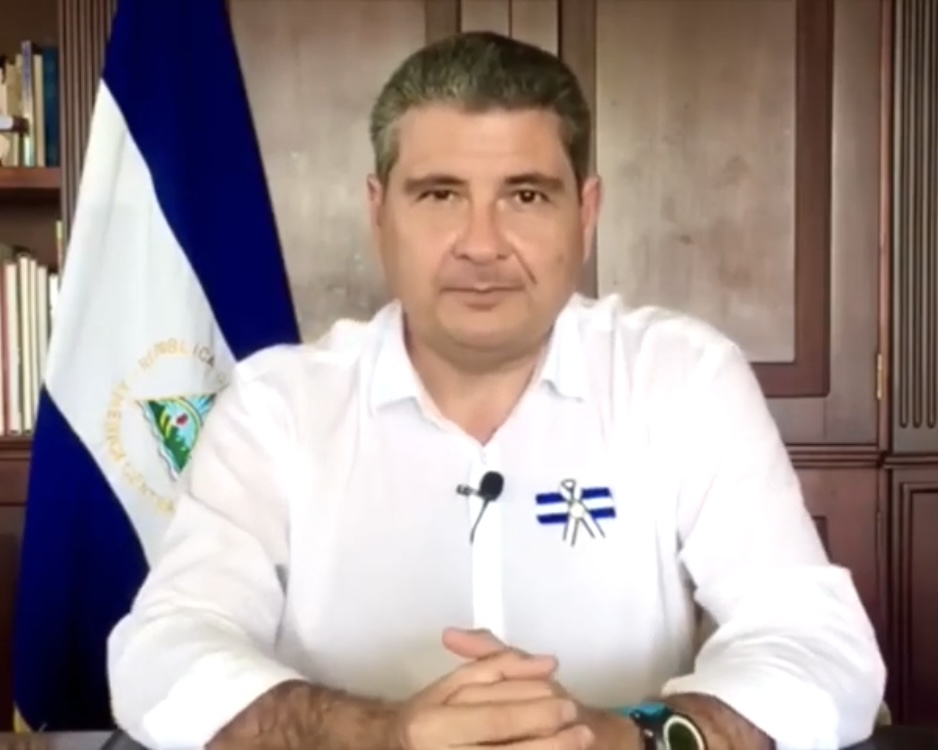
Juan Sebastián Chamorro (arrêté)
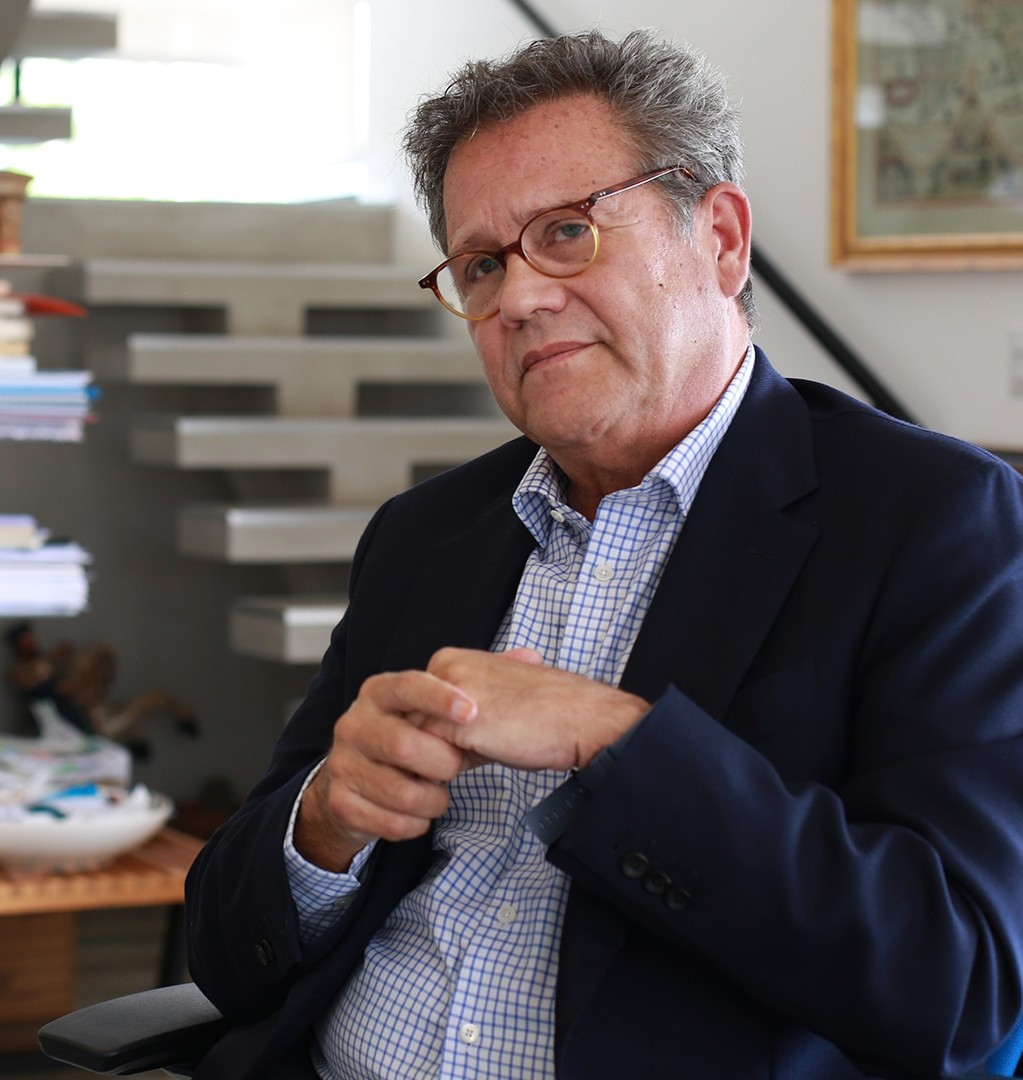
Arturo Cruz Sequeira (arrêté)
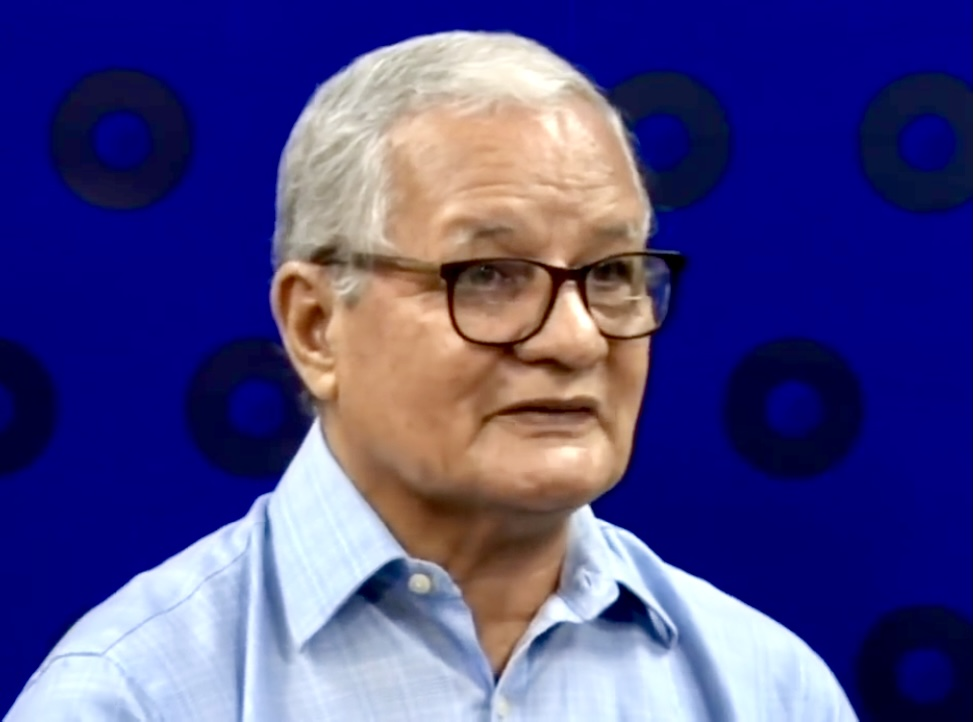
Luis Fley (exilé)
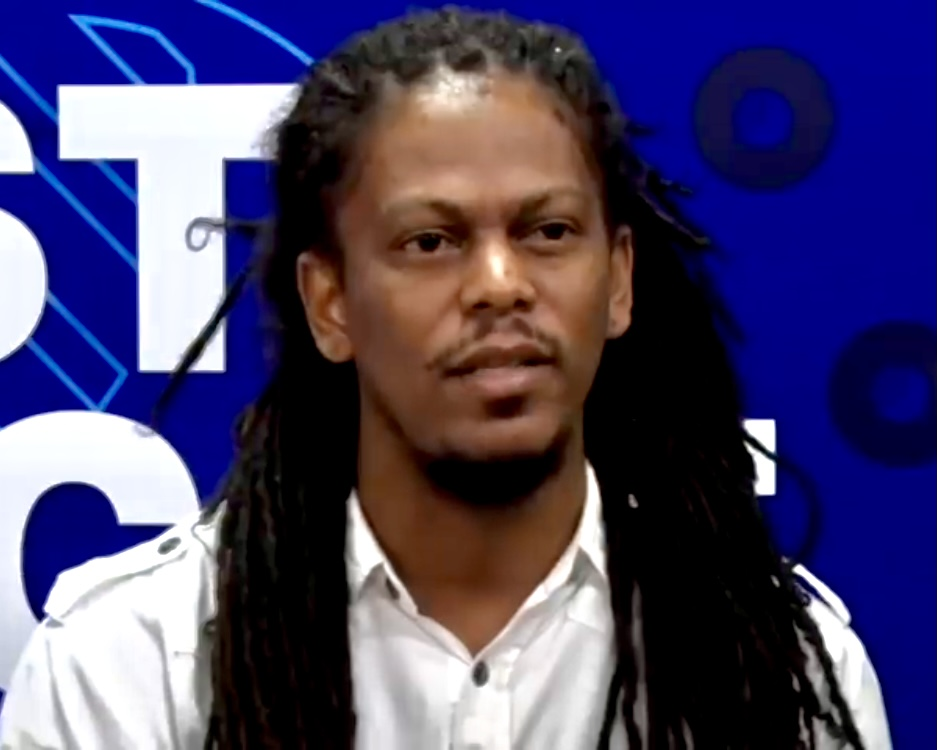
George Henriquez
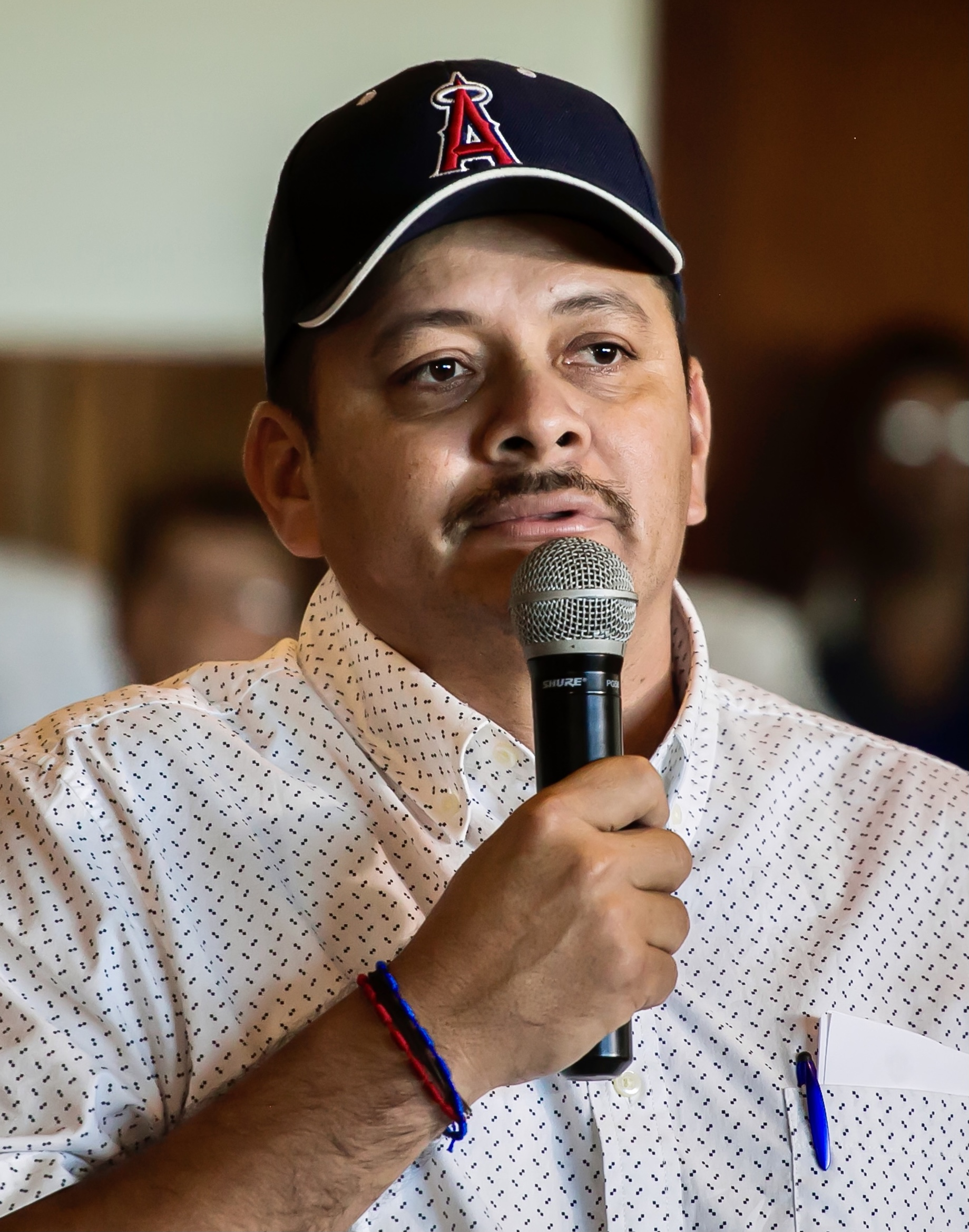
Medardo Mairena (arrêté)
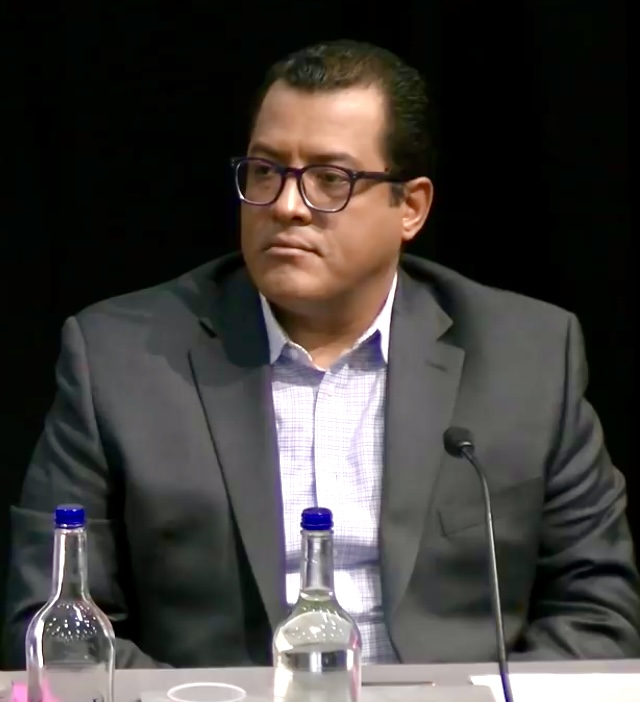
Félix Maradiaga (arrêté)
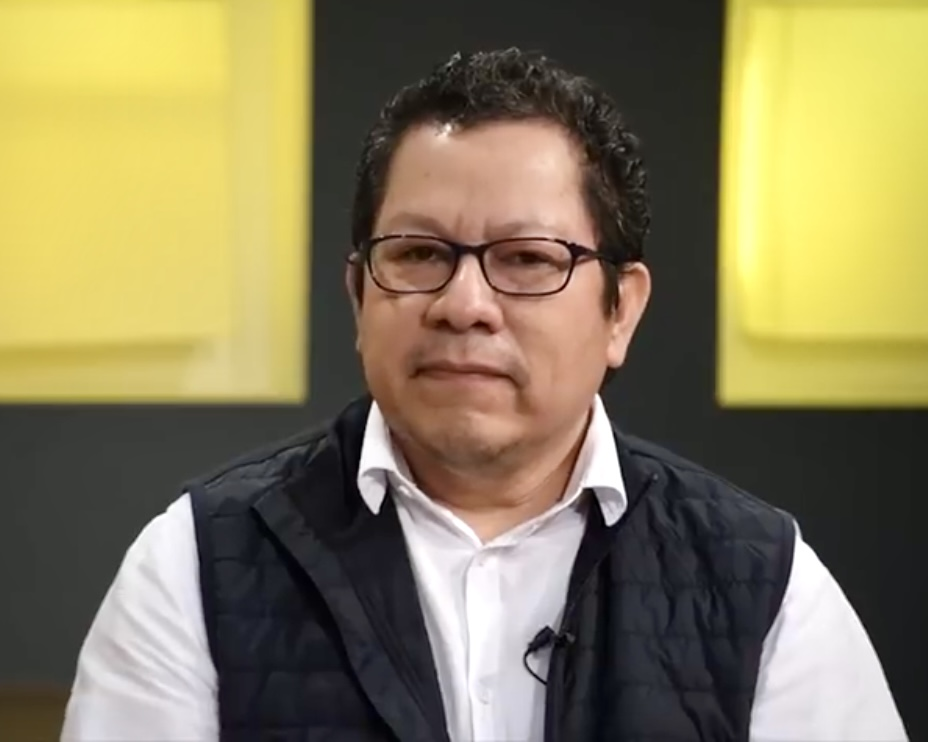
Miguel Mora (arrêté)
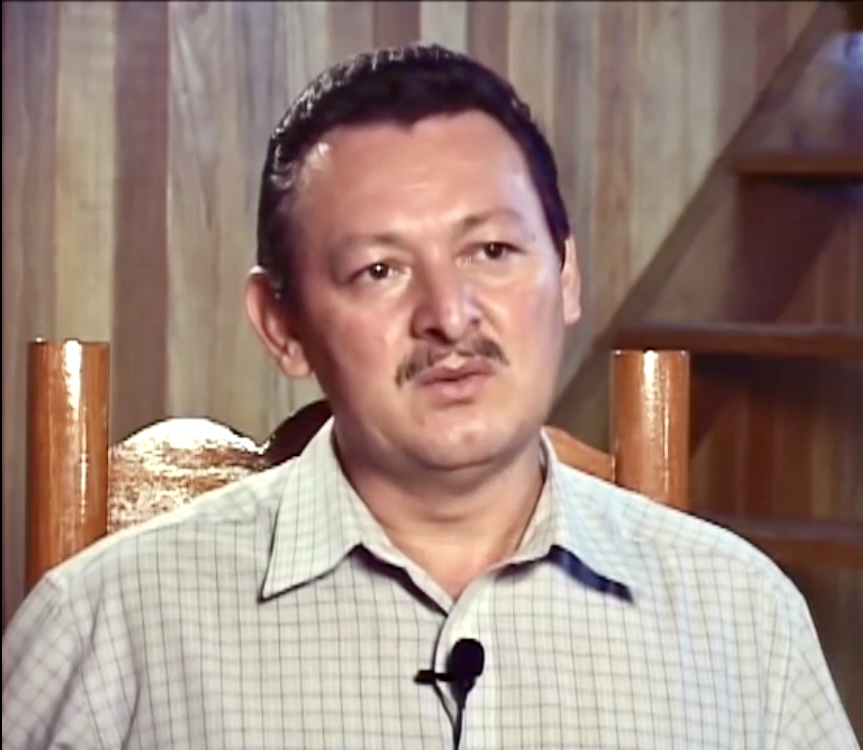
Óscar Sobalvarro (désactivée)
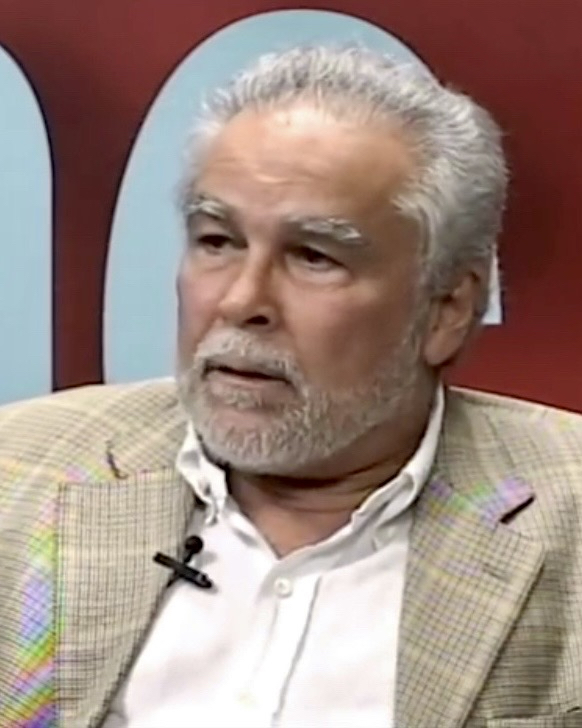
Noel Vidaurre (arrêté)

## Résultats

### Président
| Candidats et colistiers  | Candidats et colistiers                        | Partis                   | Voix      | %     |
| ------------------------ | ---------------------------------------------- | ------------------------ | --------- | ----- |
|                          | Daniel Ortega Rosario Murillo                  | FSLN                     | 2 093 834 | 75,87 |
|                          | Walter Espinoza Mayra Argüello                 | PLC                      | 395 406   | 14,33 |
|                          | Guillermo Osorno Violeta Martínez              | CCN                      | 89 853    | 3,26  |
|                          | Marcelo Montiel Jennifer Espinoza              | ALN                      | 85 711    | 3,11  |
|                          | Gerson Gutiérrez Gasparín Claudia María Romero | APRE                     | 48 429    | 1,75  |
|                          | Mauricio Orue Vásquez Socorro Rodríguez        | PLI                      | 46 510    | 1,69  |
|                          |                                                |                          |           |       |
| Votes valides            | Votes valides                                  | Votes valides            | 2 759 743 | 94,47 |
| Votes blancs et nuls     | Votes blancs et nuls                           | Votes blancs et nuls     | 161 687   | 5,53  |
| Total                    | Total                                          | Total                    | 2 921 430 | 100   |
| Abstention               | Abstention                                     | Abstention               | 1 556 904 | 34,77 |
| Inscrits / participation | Inscrits / participation                       | Inscrits / participation | 4 478 334 | 65,23 |

### Assemblée nationale
|                           |                                          |                           |                 |                 |                 |                 |                   |                   |                   |              |               |  |  |  |
| Partis                    | Partis                                   | Partis                    | Liste nationale | Liste nationale | Liste nationale | Liste nationale | Listes régionales | Listes régionales | Listes régionales | Total Sièges | +/-           |  |  |  |
| Partis                    | Partis                                   | Partis                    | Voix            | %               | +/-             | Sièges          | Voix              | %                 | Sièges            | Total Sièges | +/-           |  |  |  |
|                           | Front sandiniste de libération nationale | FSLN                      | 2 039 717       | 74,17           | 8,31            | 15              | 2 024 598         | 73,29             | 60                | 75           | 5             |  |  |  |
|                           | Parti libéral constitutionnaliste        | PLC                       | 259 789         | 9,45            | 5,85            | 2               | 411 101           | 14,88             | 7                 | 9            | 4             |  |  |  |
|                           | Alliance libérale nicaraguayenne         | ALN                       | 140 199         | 5,10            | 0,6             | 1               | 99 335            | 3,60              | 1                 | 2            | en stagnation |  |  |  |
|                           | Parti libéral indépendant                | PLI                       | 128 520         | 4,67            | 2,04            | 1               | 69 523            | 2,52              | 0                 | 1            | 1             |  |  |  |
|                           | Alliance pour la république              | APRE                      | 127 997         | 4,65            | 2,61            | 1               | 49 172            | 1,78              | 0                 | 1            | en stagnation |  |  |  |
|                           | Parti nicaraguayen du chemin chrétien    | CCN                       | 53 959          | 1,96            | N/a             | 0               | 82 844            | 3,00              | 1                 | 1            | 1             |  |  |  |
|                           | YATAMA                                   | YATAMA                    |                 |                 |                 |                 | 25 718            | 0,93              | 1                 | 1            | 1             |  |  |  |
|                           | Sièges réservés                          | Sièges réservés           |                 |                 |                 |                 |                   |                   |                   | 1            | en stagnation |  |  |  |
|                           |                                          |                           |                 |                 |                 |                 |                   |                   |                   |              |               |  |  |  |
| Votes valides             | Votes valides                            | Votes valides             | 2 750 181       | 94,16           |                 |                 | 2 762 291         | 94,54             |                   |              |               |  |  |  |
| Votes blancs et invalides | Votes blancs et invalides                | Votes blancs et invalides | 170 550         | 5,84            | 159 527         | 5,46            |                   |                   |                   |              |               |  |  |  |
| Total                     | Total                                    | Total                     | 2 920 731       | 100             | –               | 20              | 2 921 818         | 100               | 70                | 92           | en stagnation |  |  |  |
| Abstentions               | Abstentions                              | Abstentions               | 1 555 870       | 34,76           |                 |                 | 1 554 783         | 34,73             |                   |              |               |  |  |  |
| Inscrits / participation  | Inscrits / participation                 | Inscrits / participation  | 4 476 601       | 65,24           | 4 476 601       | 65,27           |                   |                   |                   |              |               |  |  |  |

## Analyse et conséquences
Daniel Ortega l'emporte largement en rassemblant près de 76 % des suffrages exprimés,. Bien que largement vainqueur, le président sortant se retrouve davantage encore isolé, la quasi-totalité de la communauté internationale condamnant un scrutin qualifié de « farce », ouvrant la voie à de nouvelles sanctions envers les dirigeants nicaraguayens,.
L'élection présidentielle est en effet vivement critiquée à l'international en raison de la mise en détention ou en exil forcé des principaux dirigeants de l'opposition, ôtant tout rival sérieux au président sortant. Organisée « sans garanties démocratiques » selon le chef de la diplomatie de l’Union européenne, Josep Borrell, selon lequel elle marque le basculement du pays dans un « régime autocratique », elle est qualifiée d'« élection pantomime [...] ni libre ni juste, et certainement pas démocratique » par le président américain Joe Biden. Ortega reçoit cependant le soutien de la Russie, qui considère que le scrutin s'est déroulé dans le respect de la loi, ainsi que du Venezuela, dont le président Nicolás Maduro félicite aussitôt son homologue nicaraguayen.